# Semiotica del vino
La semiotica del vino è la branca della semiotica che studia il linguaggio del vino e quello della degustazione.

## Storia
Una prima analisi semiotica del vino è presente in Miti d'oggi di Roland Barthes, in cui l'autore pone il vino in antitesi al latte, mostrandolo come sostanza di conversione, capace di rovesciare situazioni e condizioni, di estrarre dagli oggetti il loro contrario: trasformare, ad esempio, un debole in un forte, un silenzioso in un chiacchierone, eccetera. Secondo Barthes, la borghesia francese ha mitizzato il vino per mascherarne il potere dionisiaco, ritualizzandone il consumo attraverso la degustazione, il rito dell'aperitivo e quello degli abbinamenti.
Il discorso di Barthes è stato ripreso e ampliato da Gianfranco Marrone, che ha sottolineato la dimensione linguistica e comunicativa come la "cosa stessa" della degustazione e comunicazione del vino. Alla pari di tutti gli oggetti semiotici, anche il vino è un testo con significanti che rimandano a significati soggiacenti che si manifestano empiricamente attraverso codici. 
Massimo Vedovelli ha compiuto un'approfondita analisi del linguaggio delle etichette e delle retroetichette con l'Enogrammatologia, nella quale ha sottolineato la molteplicità delle funzioni del linguaggio delle etichette, mai esclusivamente enunciativo, ma sempre anche fàtico, conativo ed emotivo. Il lavoro di Vedovelli è stato proseguito da Elvio Ancona, che con Semiotica in Bottiglia ha effettuato un'indagine semiotica dei testi enoici a cavallo tra la cultura italiana e quella giapponese.

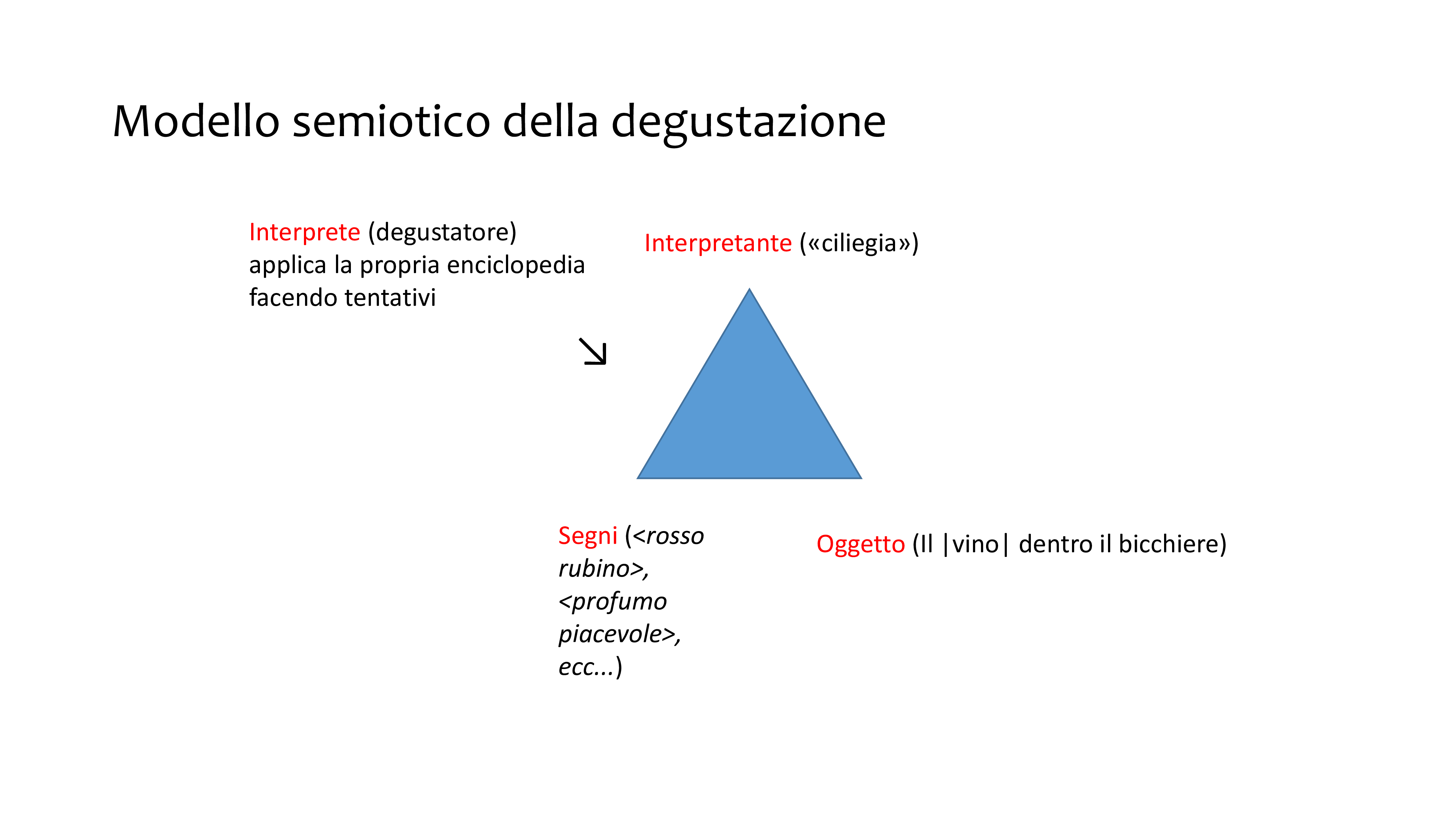
Modello semiotico della degustazione

Una prima sistematizzazione della materia è stata effettuata da Francesco Annibali ne Il Linguaggio del vino, nel quale l'autore ha applicato la teoria della generazione del senso di Greimas alla degustazione, illustrando il meccanismo generatore di senso e significato che parte da un iniziale approccio dualistico (secco-dolce, asciutto-non asciutto, eccetera) e giunge alle più complesse operazioni di testualizzazione.
Riprendendo inoltre Peirce, la semiosi del linguaggio del vino viene vista come operazione triadica basata su regole ipotetiche (l'interpretante "ciliegia" è esito di ipotesi basate su colore, testo di partenza, eccetera).
Nella seconda parte dell'opera, l'autore riprende la distinzione tra dizionario e enciclopedia di Umberto Eco per attuare un'analisi semiotica dei termini dell'enosfera ("naturale", "industriale", "tradizionale", eccetera).
L'analisi semiotica della degustazione è stata successivamente ripresa e approfondita dall'autore in Logica della degustazione del vino, nel quale Annibali ha argomentato che la degustazione del vino procede con una logica di stampo abduttivo, analoga a quella dei detective e di molti settore della scienza.